# Nounou (Burkina Faso)
Pour les articles homonymes, voir Nounou.
Nounou est une commune située dans le département de Safané de la province du Mouhoun au Burkina Faso.

## Éducation et santé
La commune accueille un centre de santé et de promotion sociale (CSPS).